# 長間薬師寺
長間薬師寺（ながまやくしじ）は、岐阜県羽島市にある浄土宗の寺院。

## 沿革
遊行僧が堂宇を創建して、悪疫退散の為、薬師如来を安置したが、1886年（明治19年）に火災に遭い、史料を焼失。1889年（明治22年）に創立が不詳の説教所と称するのを慈光庵と改めた後、同年7月に薬師堂と慈光庵を合併して、薬師寺と公称する。その際に慈光庵の本尊であった阿弥陀如来を脇本尊とした。本尊は薬師如来像で、円空仏像群として、9体の円空仏が安置されている。

## 文化財
- 円空仏像群（岐阜県指定重要文化財、羽島市指定有形文化財（彫刻））
  - 7体の円空仏が1956年（昭和31年）5月に市の文化財に指定されて、同年9月に県の重要文化財に指定された[3][4]。その後、2体の円空仏が発見されて、共に安置されている[5]。
- 銅製鰐口（羽島市指定有形文化財（工芸））[3]

## 交通手段
- 羽島市コミュニティバス「長間中」停留所下車。